# Revne, Borîspil
Revne (în ucraineană Ревне) este localitatea de reședință a comunei Revne din raionul Borîspil, regiunea Kiev, Ucraina.

## Demografie
Componența lingvistică a localității Revne
     Ucraineană (96,48%)
     Rusă (3,27%)
     Alte limbi (0,06%)
Conform recensământului din 2001, majoritatea populației localității Revne era vorbitoare de ucraineană (96,48%), existând în minoritate și vorbitori de rusă (3,27%).